# 107. brigada HV "Vukovi"
107. brigada "Vukovi" (Donji Miholjac-Valpovo) ili Valpovačka brigada, bila je brigada Hrvatske vojske tijekom Domovinskog rata. Nastala je 28. lipnja 1991. naredbom ministra obrane generala Martina Špegelja.

## Ratni put
Brigada je u početku imala 4 bojne i to po jednu iz Valpova, Donjeg Miholjca, Našica i Đakova. Izdvajanjem pojednih bojni od kojih su nastale nove brigade, 107. brigada ostaje na tri bojne, i to dvije iz Valpova te jedne iz Donjeg Miholjca. 
Brigada djeluje u sklopu Operativne zone Osijek. Od 3. siječnja 1992., kada je u Sarajevu potpisano primirje, 107. brigada nalazila se u obrambenom rasporedu u zoni sela Nard uz rijeku Dravu do granice s Mađarskom. Njene snage u veličini otprilike jedne bojne držale su otprije i dio teritorija u Baranji, s tim što su se te posade zbog teških uvjeta mijenjale svakih 12 ili 24 sata.
3. travnja 1992. započinje Operacija Baranja. U 5:45 sati ujutro 107. brigada napada pobunjeničke srpske položaje u Baranji, potpuno iznenadivši neprijatelje. Brigada je brzo napredovala, a preko Drave su prevezeni tenkovi, oklopni transporteri i topništvo za neposrednu potporu. U samo pet sati napadnoga djelovanja zauzeto je oko 70% nasipa u Baranjskom trokutu, zarobljeno tridesetak neprijateljskih vojnika i isto toliko pronađeno poginulih, dok brigada gotovo nije imala gubitaka.
No u 11:45 sati istog dana iz Zagreba stiže zapovjed o povlačenju. U povlačenju je brigada imala 16 poginulih i tridesetak ranjenih, a dio ljudstva je morao prijeći u Mađarsku i sutradan se preko Donjeg Miholjca vratio u brigadu.
Odlukom Ministarstva obrane RH od 27.srpnja 1994. godine, brigada je preustrojena u 107. domobransku pukovniju. 

## Odlikovanja
Odlikovana je Redom Nikole Šubića Zrinskog, a za iskazano junaštvo njezinih pripadnika u Domovinskom ratu.